# Józef Obrembski
Józef Obrembski (ur. 19 marca 1906 w Skarżynie Nowym koło Zambrowa, zm. 7 czerwca 2011 w Mejszagole) – polski duchowny katolicki, prałat, działający na Wileńszczyźnie.

## Życiorys
Pochodził z ziemi łomżyńskiej. Był synem Justyna Wincentego i Anny z Kołaczkowskich. W 1926 rozpoczął studia w seminarium duchownym w Wilnie, kształcił się na Wydziale Teologicznym Uniwersytetu Stefana Batorego. 12 czerwca 1932 przyjął święcenia kapłańskie. Pracę duszpasterską rozpoczął od wikariatu w Turgielach. Od 1950 pełnił obowiązki proboszcza w Mejszagole. Mimo zakazów prowadził działalność duszpasterską: katechezę wśród dzieci, udzielał sakramentów świętych (również potajemnie), jeździł po kolędzie, odwiedzał chorych. Wielokrotnie był przesłuchiwany przez funkcjonariuszy sowieckiej służby bezpieczeństwa.
Władze regionu wileńskiego nadały mu tytuł Honorowego Obywatela Rejonu Wileńskiego. W 2008 otrzymał z rąk ambasadora Janusza Skolimowskiego pierwszą na Litwie Kartę Polaka. 19 marca 2007 Szkole Średniej w Mejszagole uroczyście nadano imię ks. Józefa Obrembskiego.

## Odznaczenia
- Krzyż Komandorski Orderu Odrodzenia Polski – 1994[3]
- Krzyż Wielki Orderu Zasługi RP – 2011[4][5]
- Krzyż Komandorski z Gwiazdą Orderu Zasługi RP – 2001[6]
- Odznaka honorowa „Zasłużony dla Kultury Polskiej”
- nagroda honorowa „Świadek Historii”[7].